# Caerphilly Castle
Caerphilly Castle (walesiska: Castell Caerffili) är en medeltida borgruin i sydöstra Wales. Den ligger i kommunen i Caerphilly, 11 km norr om Cardiff. 
Runt Caerphilly Castle är det tätbefolkat, med 709 invånare per kvadratkilometer. Trakten runt Caerphilly Castle består i huvudsak av gräsmarker.